# Pavel Drsek
Pavel Drsek (Kladno, 22 settembre 1976) è un ex calciatore e allenatore di calcio ceco, vice-allenatore del Teplice.

## Palmarès

### Club

#### Competizioni nazionali
- Campionato tedesco di seconda divisione: 1

Bochum: 2005-2006